# Tabanera de Cerrato
Tabanera de Cerrato és un municipi de la província de Palència a la comunitat autònoma de Castella i Lleó (Espanya). El 2023 tenia 138 habitants.